# Obernholz
Obernholz ist eine Gemeinde im Norden des Landkreises Gifhorn in Niedersachsen. Die Gemeinde Obernholz gehört der Samtgemeinde Hankensbüttel an.

## Geographie

### Geographische Lage
Obernholz liegt im Osten der Südheide zwischen den Naturparks Drömling und Südheide.
Höchste Erhebung ist der westlich von Bottendorf und Schweimke gelegene 117 Meter hohe Wohldberg.
Östlich von Wentorf fließt die Ise, die hier die Grenze zwischen der Gemeinde Obernholz und der Stadt Wittingen bildet.

### Nachbargemeinden
Im Osten grenzt Obernholz an die Stadt Wittingen, im Süden an die Gemeinden Hankensbüttel und Dedelstorf, im Westen an die Gemeinde Sprakensehl und im Norden an den Landkreis Uelzen (Gemeinde Lüder).

### Gemeindegliederung
Die Gemeinde Obernholz gliedert sich in folgende Ortsteile:
Bottendorf, Schweimke, Steimke, Wentorf, Wettendorf und Wierstorf.

## Geschichte

### Eingemeindungen
Am 1. März 1974 schlossen sich die bis dahin selbständigen Gemeinden Bottendorf, Schweimke, Steimke, Wentorf, Wettendorf und Wierstorf zur neuen Gemeinde Obernholz zusammen. Der Name kommt von dem im Zentrum gelegenen Flurstück Obere Holz. Aus diesem Namen entstand Obernholz.

### Einwohnerentwicklung
| Jahr              | Einwohner |
| ----------------- | --------- |
| 1820              | 596       |
| 1. Dezember 1905¹ | 909       |
| 16. Juni 1925¹    | 1008      |
| 16. Juni 1933¹    | 1044      |
| 29. Oktober 1946¹ | 1889      |
| 6. Juni 1961¹     | 1176      |
| 27. Mai 1970¹     | 1051      |
| 30. Juni 1975     | 985       |
| 30. Juni 1985     | 894       |
| 31. Dezember 1989 | 899       |

| Jahr          | Einwohner |
| ------------- | --------- |
| 30. Juni 1995 | 963       |
| 30. Juni 2000 | 968       |
| 30. Juni 2001 | 949       |
| 30. Juni 2002 | 930       |
| 30. Juni 2003 | 938       |
| 30. Juni 2004 | 939       |
| 30. Juni 2005 | 940       |
| 30. Juni 2006 | 936       |
| 30. Juni 2007 | 937       |
| 30. Juni 2008 | 929       |

| Jahr              | Einwohner |
| ----------------- | --------- |
| 30. Juni 2009     | 904       |
| 30. Juni 2010     | 903       |
| 9. Mai 2011¹      | 918       |
| 30. Juni 2012     | 896       |
| 31. Dezember 2013 | 900       |
| 30. Juni 2014     | 911       |
| 30. Juni 2015     | 897       |
| 30. Juni 2016     | 887       |
| 30. Juni 2017     | 857       |
| 30. Juni 2018     | 833       |

| Jahr          | Einwohner |
| ------------- | --------- |
| 30. Juni 2019 | 843       |

¹ Volkszählungsergebnis

### Religion
Die Ortschaften der heutigen Gemeinde Obernholz sind seit der Reformation protestantisch geprägt. Keines der Dörfer verfügt jedoch über eine Kirche.
Evangelisch-lutherische Einwohner von Obernholz gehören zur Kirchengemeinde Hankensbüttel mit der St.-Pankratius-Kirche in Hankensbüttel, Katholiken von Obernholz gehören zur Pfarrei Wittingen mit der St.-Marien-Kirche in Wittingen.

## Politik

### Gemeinderat
Der Gemeinderat aus Obernholz hat neun Mitglieder. Die letzten Kommunalwahlen ergaben die folgenden Sitzverteilungen:
| Wahljahr | WGO        | SPD        | FLOh       | Sonstige   | Gesamt  |
| -------- | ---------- | ---------- | ---------- | ---------- | ------- |
| 2021     | 8          | 1          | –          | –          | 9 Sitze |
| 2016     | 6 (70,7 %) | 2 (12,8 %) | –          | 1 (12,4 %) | 9 Sitze |
| 2011     | 8 (91,2 %) | –          | –          | 1 (8,8 %)  | 9 Sitze |
| 2006     | 7 (81,8 %) | –          | 2 (18,2 %) | –          | 9 Sitze |

### Bürgermeisterin
Die ehrenamtliche Bürgermeisterin Silke Schröder wurde am 24. November 2021 gewählt. Sie löste Werner Rodewald nach 25 Jahren ab.

### Wappen
Die grüne Farbe der linken oberen Wappenhälfte verkörpert den Wald-, Wiesen- und Nutzlandbestand. Das Schwarz der unteren rechten Hälfte das Moorgebiet. Bach- und Wasserläufe werden durch den silbernen Wellenschrägbalken versinnbildlicht. Die obere Hälfte des goldenen Rades (Wagenrad) erinnert an die alte Heerstraße, die einst das Gebiet durchzog und an die ansässigen Handwerksbetriebe. Die untere Hälfte an mehreren Wassermühlen (Schaufelrad). Die Anzahl der Schaufeln deutet hin auf die sechs Ortsteile der Gemeinde Obernholz. Der silberne Kranich ist im schwarzen Feld (Moor) symbolisiert die großen und stolzen Schreitvögel, die einst und heute noch Moor und Wiesen bevölkern.

## Kultur und Sehenswürdigkeiten

### Bauwerke und Bodendenkmale

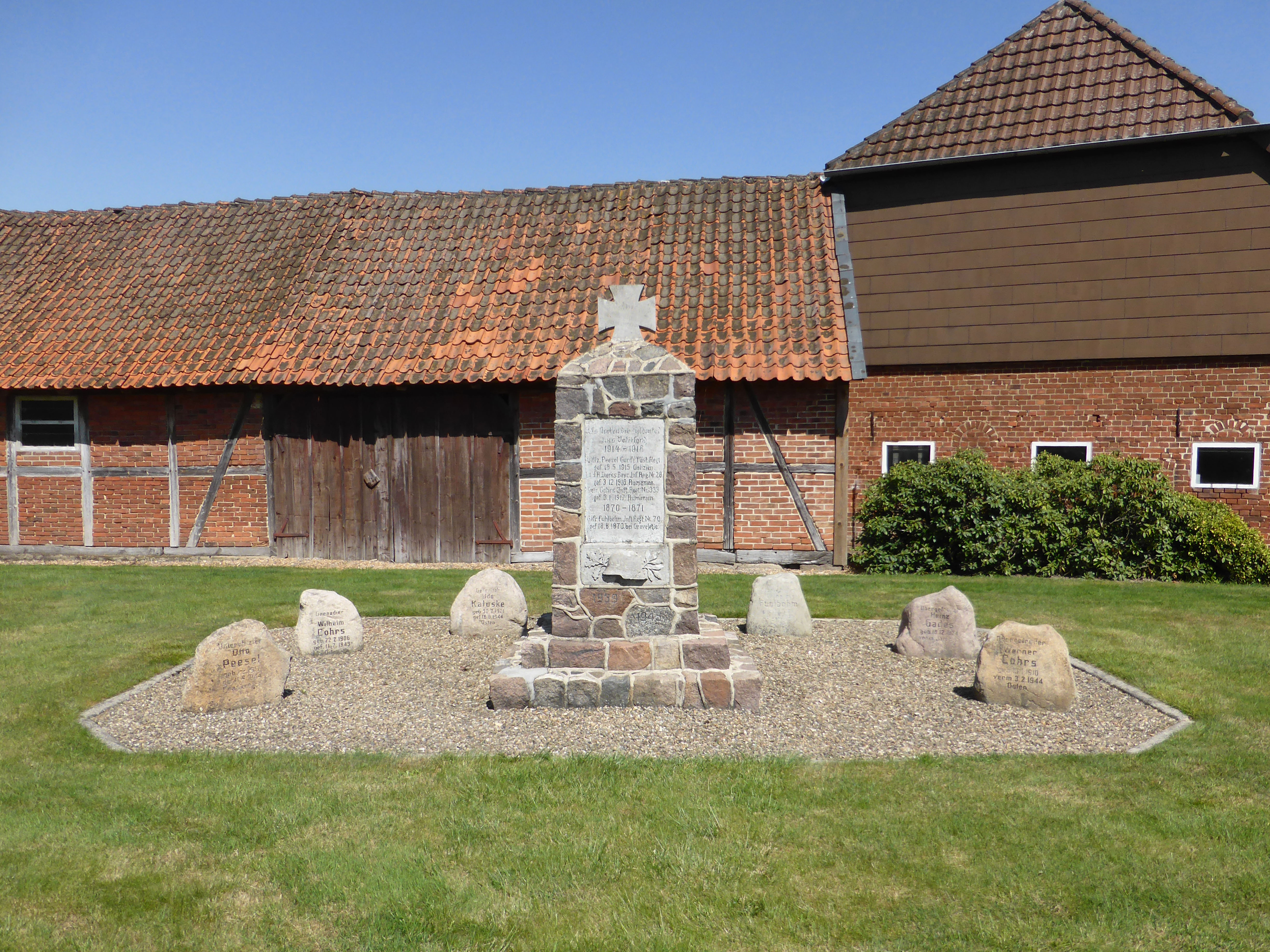
Kriegerdenkmal Wentorf

Bei Wentorf liegen die Reste der Dammburg (Wentorf).
Kriegerdenkmale erinnern in Bottendorf, Schweimke, Steimke, Wentorf, Wettendorf und Wierstorf an die Gefallenen und Vermissten der beiden Weltkriege aus den jeweiligen Dörfern.
In der Nähe des Friedhofs von Wettendorf steht ein Glockenturm, der durch Umbau einer Transformatorenstation entstand.

### Grünflächen und Naherholung
Nordöstlich von Schweimke befindet sich das Naturschutzgebiet Schweimker Moor und Lüderbruch.

### Sport

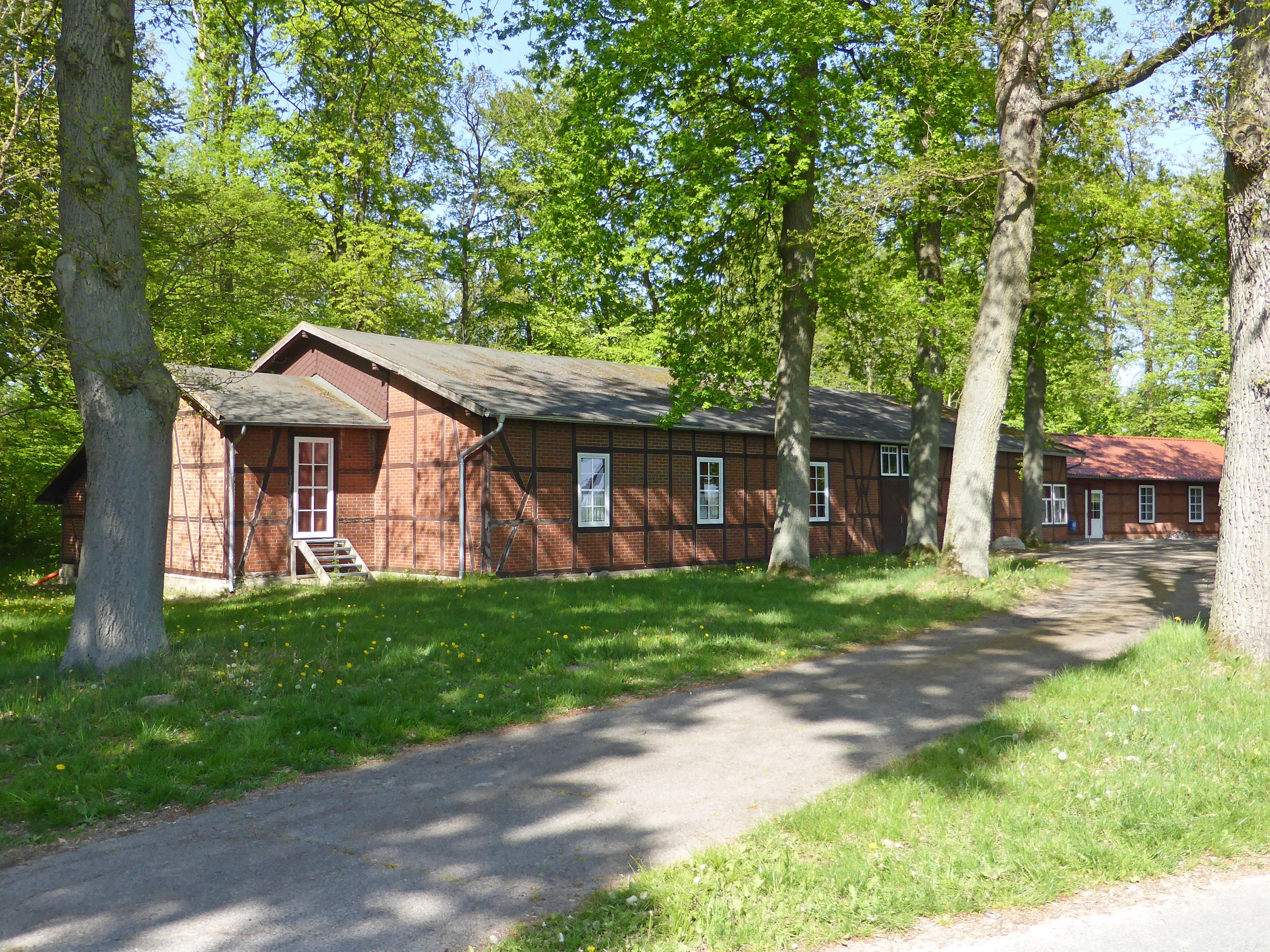
Schützenhaus Schweimke

Wettendorf verfügt über einen Sportplatz. Der Sportverein von Wettendorf ist der SV Wettendorf.
Im Wald unweit von Schweimke steht das Schützenhaus des Schützenvereins Schweimke e. V. Der Schützenverein Wettendorf e. V. von 1909 übernahm das ehemalige Schulgebäude von Wettendorf und baute es zur Schützenklause um. Auch in Steimke besteht ein Schützenverein.

### Regelmäßige Veranstaltungen
In den Dörfern der Gemeinde Obernholz finden teilweise Osterfeuer, Maibaumaufstellen, Schützenfeste und andere regelmäßige Veranstaltungen statt.

### Musik
In Steimke besteht die Blaskapelle Die Wiesentaler.

## Wirtschaft und Infrastruktur

### Unternehmen

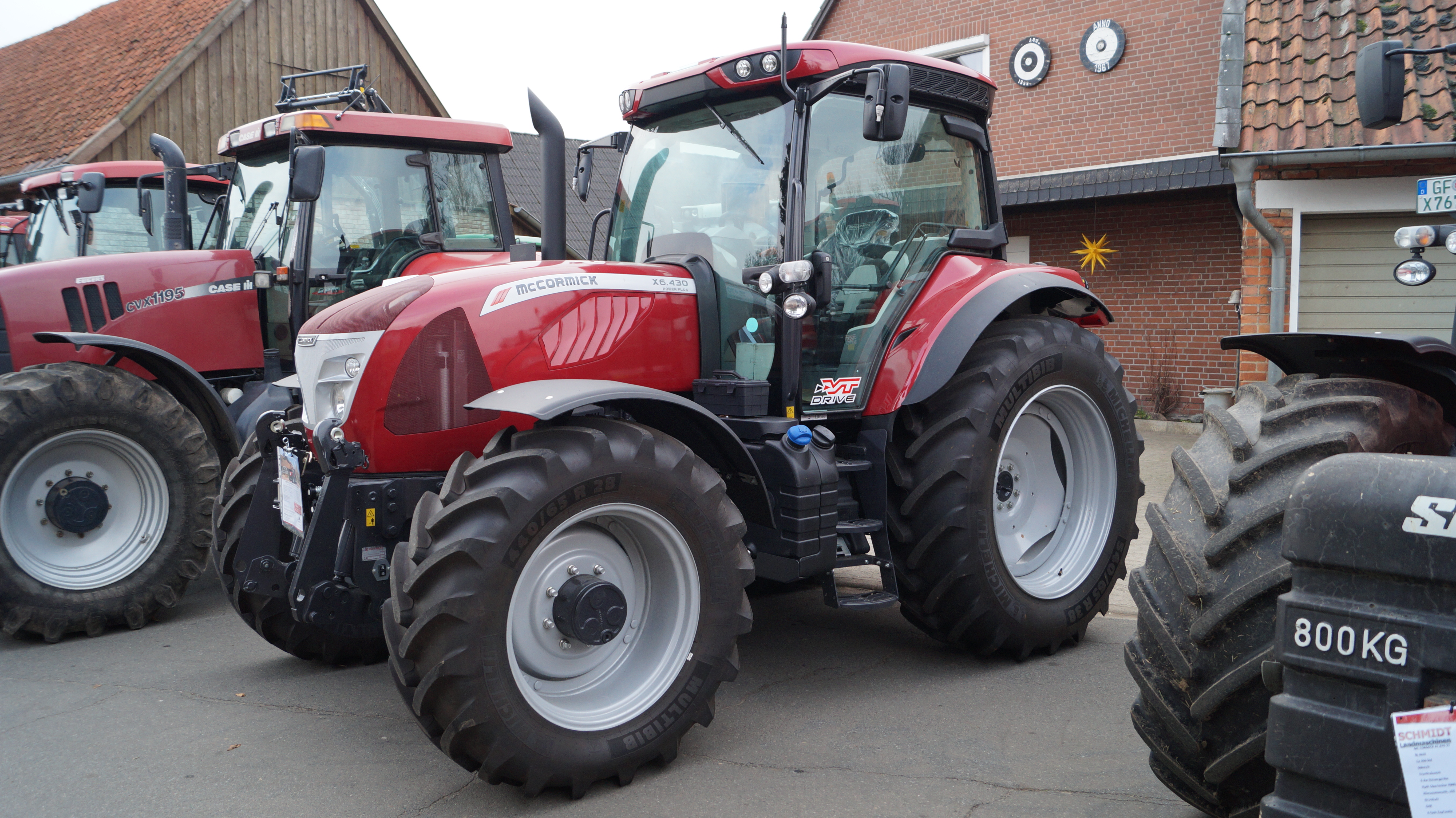
Traktoren bei einem Landmaschinenhändler in Steimke

Die Dörfer der Gemeinde Obernholz sind landwirtschaftlich geprägt, größere Unternehmen sind dort nicht ansässig.
Die Poststellen wurden in allen Ortsteilen der Gemeinde Obernholz geschlossen. Heute stehen in den Dörfern der Gemeinde Obernholz nur noch Postbriefkästen zur Verfügung.
Auch Einkaufsmöglichkeiten des täglichen Bedarfs, Gastronomie und Fremdenzimmer bestehen in der Gemeinde Obernholz nicht mehr.
In der Gemeinde Obernholz befinden sich zehn Windkraftanlagen mit einer Höhe von bis zu 100 m und einem Rotordurchmesser von 50 m. Am 4. Februar 2011 wurde eine Anlage bei einem Brand beschädigt. Einen Kilometer nordwestlich von Wettendorf befindet sich ein Radarturm des ehemaligen Tieffliegermelde- und Leitdienstes der Luftwaffe.

### Öffentliche Einrichtungen

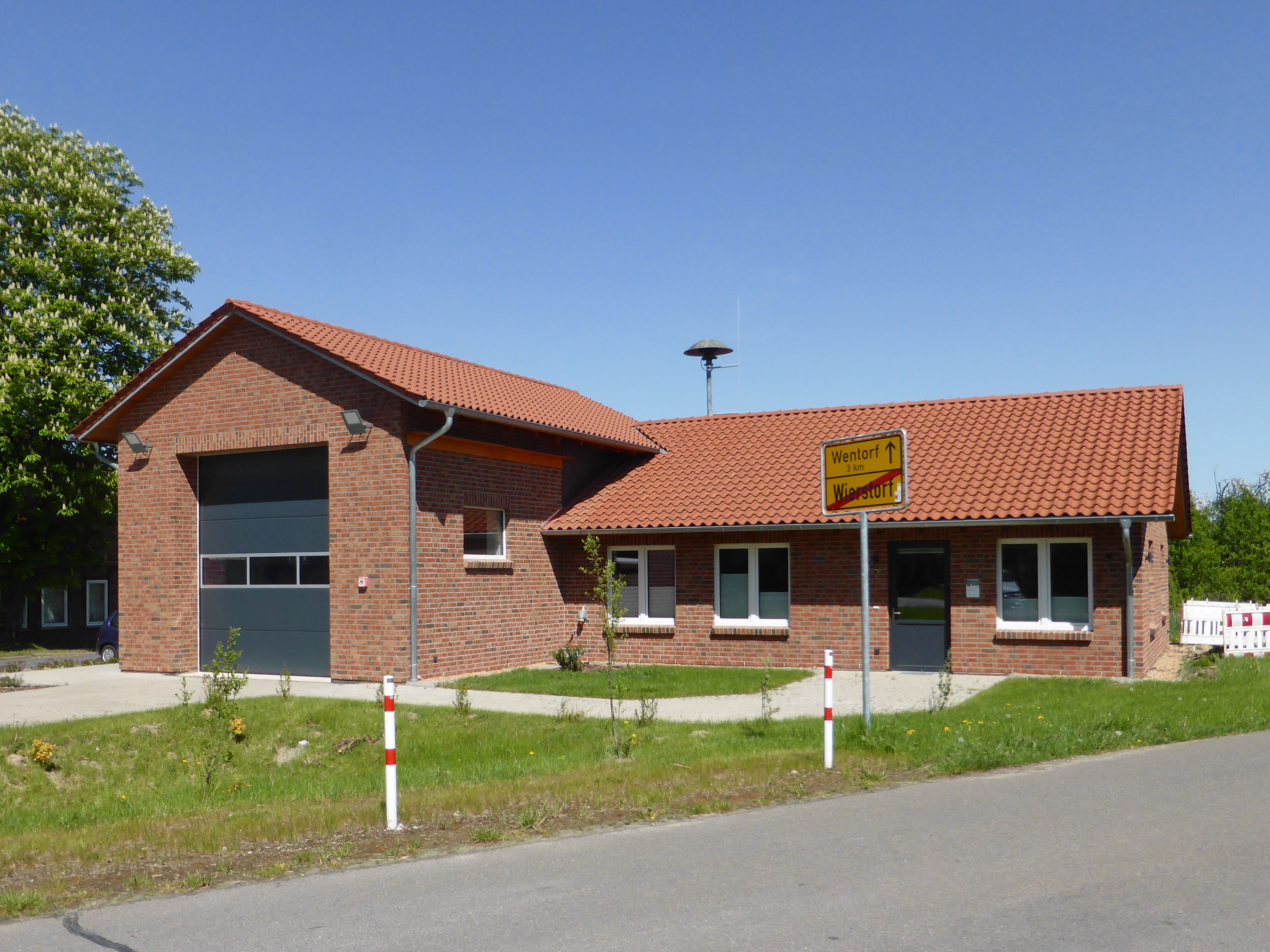
Feuerwehrhaus Wierstorf

Feuerwehrhäuser sind in Schweimke, Wentorf und Wierstorf vorhanden. Über Friedhöfe verfügen Schweimke, Wettendorf und Wierstorf.

### Bildung
In keinem der Ortsteile der Gemeinde Obernholz gibt es eine Kindertagesstätte oder eine Schule. Die in den Ortsteilen Schweimke, Steimke, Wentorf, Wettendorf und Wierstorf vorhandenen Volksschulen wurden geschlossen.

### Verkehr

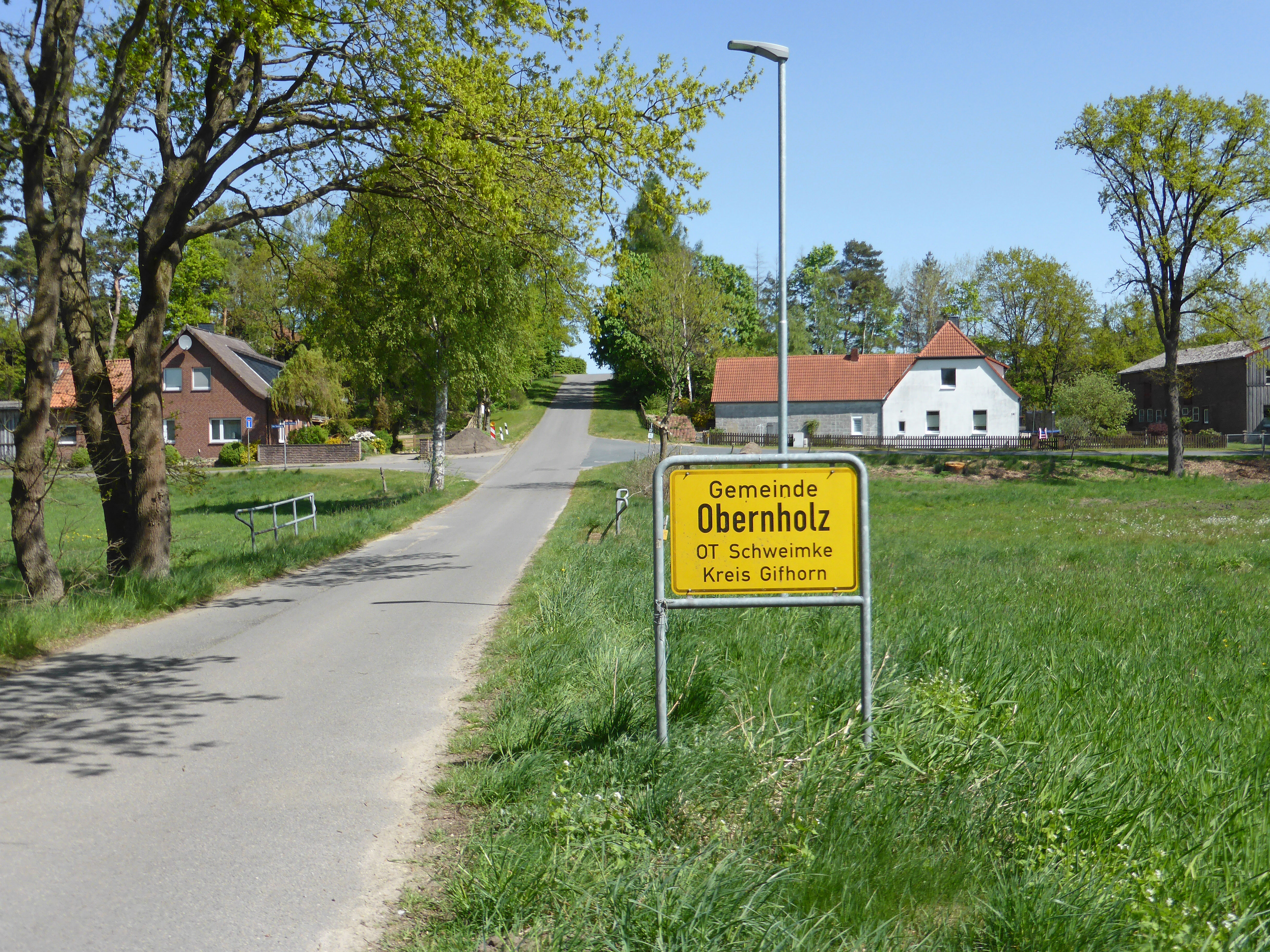
Kreisstraße 13 mit Ortseingang des Ortsteils Schweimke

#### Straßenverkehr
Obernholz liegt nördlich der Bundesstraße 244, die von der Bundesstraße 4 her kommend über Hankensbüttel und Helmstedt bis nach Elbingerode in den Harz führt.
Durch die Gemeinde Obernholz verlaufen die Kreisstraßen K 11, K 12, K 13 und K 14.
Eine Gemeindeverbindungsstraße führt von Obernholz im Norden am Naturschutzgebiet Bokeler Heide vorbei bis nach Bokel. Weitere Gemeindeverbindungsstraßen führen von Obernholz im Osten in den nordwestlichen Bereich der Stadt Wittingen sowie nach Lüder in den Landkreis Uelzen.
Linienbusse fahren von Obernholz bis nach Hankensbüttel.

#### Wasserwege
Östlich der Gemeinde verläuft der Elbe-Seitenkanal.